# Васильково (Молдова)
Васильково также Василкэу (рум. Vasilcău) — село в Сорокском районе Молдавии. Является административным центром коммуны Васильково, включающей также сёла Инундены и Руслановка.

## География
Село расположено на высоте 57 метров над уровнем моря.

## Население
По данным переписи населения 2004 года, в селе Василкэу проживает 2522 человека (1283 мужчины, 1239 женщин).
Этнический состав села:
| Национальность | Число жителей | Процентный состав |
| -------------- | ------------- | ----------------- |
| молдаване      | 2506          | 99.37             |
| украинцы       | 7             | 0.28              |
| русские        | 4             | 0.16              |
| румыны         | 2             | 0.08              |
| болгары        | 2             | 0.08              |
| гагаузы        | 1             | 0.04              |
| Всего          | 2522          | 100%              |

## Инфраструктура
Есть две церкви. В 1956—1995 гг. действовал совхоз имени Мичурина, последним директором которого был Василий Захарович Урсу. В настоящее время совхоз расформирован на несколько частных хозяйств и обществ с ограниченной ответственностью.